# Wyspy Wschodniofryzyjskie
Wyspy Wschodniofryzyjskie (niem. Ostfriesische Inseln, fryz. Eastfryske eilannen) – łańcuch wysp znajdujących się pod administracją niemiecką kraju związkowego Dolna Saksonia i położonych wzdłuż wybrzeża Morza Północnego.
Zamieszkanych jest 7 następujących wysp, licząc od zachodu ku wschodowi:
- Borkum
- Juist
- Norderney
- Baltrum
- Langeoog
- Spiekeroog
- Wangerooge

Borkum należy do powiatu Leer; Juist, Norderney oraz Baltrum do powiatu Aurich; Langeoog i Spiekeroog należą do powiatu Wittmund, natomiast Wangerooge jest częścią Friesland.
Pięć następujących wysp jest niezamieszkanych:
- Kachelotplate
- Lütje Hörn
- Memmert
- Minsener Oog (sztuczna wyspa)
- Mellum (przy ujściu rzeki Jade, przez niektóre źródła nie jest uważana za wyspę należącą do tego archipelagu).

Wyspy nie są połączone mostami ze stałym lądem. Komunikację zapewniają promy pasażerskie. Używanie samochodów na większości tych wysp nie jest dozwolone. Wyjątek stanowią dwie największe wyspy: Borkum i Norderney.
Cechą znamienną tych wysp był i pozostaje ich powolny ruch i częściowe zalewanie przez przypływy i sztormy.